# 安德拉德上尉镇
安德拉德上尉镇是巴西米纳斯吉拉斯州的一个市镇。总面积276平方公里，总人口4801人，人口密度17.4人/平方公里。